# Ceryx terminalis
Ceryx terminalis är en fjärilsart som beskrevs av Walker 1854. Ceryx terminalis ingår i släktet Ceryx och familjen björnspinnare. Inga underarter finns listade i Catalogue of Life.